# أوتاوا سيناتورز
'أوتاوا سيناتورز (بالإنجليزية: Ottawa Senators) هو فريق هوكي جليد كندي محترف يلعب في الشعبة الأطلسية من القسم الشرقي في دوري الهوكي الوطني (NHL).